# Concierto Serenata (Rodrigo)
Le Concierto Serenata (Concerto sérénade) est un concerto pour harpe et orchestre écrit par Joaquín Rodrigo en 1952.
Il s'agit d'une commande du harpiste Nicanor Zabaleta.
La première eut lieu le 9 novembre 1956 à Madrid, par l'orchestre national d'Espagne sous la direction de Paul Kletzki avec le dédicataire comme soliste.

## Structure
L'œuvre comporte trois mouvements et son exécution demande environ un peu plus de 20 minutes. Le premier mouvement fait référence à un groupe de jeunes étudiants musiciens déambulant dans une rue. Le troisième signifie soirée.
- Estudiantina (allegro ma non troppo)
- Intermezzo con aria
- Sarao (allegro deciso)